# Eldon Rudd
Eldon Rudd, né le 15 juillet 1920 à Camp Verde et mort le 8 février 2002 à Scottsdale, est un homme politique américain, membre du Parti républicain et représentant pour l'Arizona de 1977 à 1987.